# Lac Tar
Le Lac Tar est un lac d'Argentine. Il est situé dans le département de Lago Argentino de la province de Santa Cruz, en Patagonie. 

## Géographie
Le lac occupe une cuvette située au sud-est du lac San Martín. Sa surface se trouve à une altitude de 269 mètres. Il couvre une superficie de plus ou moins 35,5 km2. Il est alimenté notamment par le río Tar et le río Meseta, ainsi que par d'autres petits affluents issus des hauteurs environnantes. Le lac est de couleur marron.
Il occupe le rebord ouest du vaste plateau ou meseta de Patagonie. Dans la cuvette, le climat est semi-désertique : les précipitations annuelles moyennes sont de l'ordre de 150 millimètres par an.
Son émissaire, qui prend naissance à son extrémité nord-ouest, est le río Tar, lui-même tributaire du lac San Martín .